# Батман: Черният рицар се завръща
„Батман: Черният рицар се завръща“ (на английски: The Dark Knight Returns) е лимитирана комиксова поредица от четири броя с участието на Батман, написана от Франк Милър, илюстрирана от Милър и Клаус Янсен, оцветена от Лин Варли и публикувана от Ди Си Комикс през 1986 г. Разказва алтернативна история за Брус Уейн, който на 55 години се завръща от пенсиониране, за да се бори с престъпността, докато се сблъсква с противопоставянето на полицията в Готъм Сити и правителството на Съединените щати. Историята включва и завръщането на класическите врагове Двуликия и Жокера и кулминира с конфронтация със Супермен, който сега е пешка на правителството.
При първоначалното си публикуване поредицата е озаглавена „Батман: Черният рицар“ (на английски: Batman: The Dark Knight), като всеки брой носи отделно подзаглавие, но когато серията е събрана в един том по-късно същата година, заглавието на първия брой е приложено към цялата поредица.
„Батман: Черният рицар се завръща“ е широко смятана за една от най-великите и влиятелни истории за Батман, създавани някога, както и за едно от най-великите произведения на комикс изкуството изобщо, и е известена с това, че помага за повторното въвеждане на по-мрачна и по-зряла версия на героя (и супергероите като цяло) към поп културата през 80-те години. Различни елементи от поредицата оттогава са включени в изображенията на Батман в други медии – директна анимационна адаптация на историята, Батман: Черният рицар се завръща, беше издадена като филм от две части през 2012 и 2013 г.

## Сюжет
Действието  се развива в близка бъдеща версия на Готъм с дистопични функции. Годината не е посочена никъде, но са минали точно десет години от последния доклад за дейността на Батман, настоящият президент на Америка очевидно е Роналд Рейгън или някой подобен на него, Студената война все още продължава. Всъщност всички супергерои, с изключение на Супермен, са принудени да се пенсионират или губят доверието на населението. Брус Уейн се оттегля доброволно поради смъртта на Джейсън Тод (втория Робин). В отсъствието на супергерои, престъпниците са превзели улиците, а банда, наричаща себе си Мутантите, тероризира Готъм.
Това състояние на нещата принуждава 55-годишния Уейн отново да облече костюма на Батман, за да се бори с престъпността. Харви Дент (Двуликия) изглежда се е върнал към престъпността. Батман арестува Дент, но междувременно сред населението има дебат дали методите на Батман имат право да съществуват в обществото. Медиите играят много голяма роля в Батман: Завръщането на Черния рицар, прекъсвайки историята с новинарски репортажи и дискусии за текущи събития от репортери и водещи.

## Предистория и създаване
В началото на 80-те години Ди Си Комикс повишава редактора на Батман Дик Джордано в редакционен директор на компанията. Сценаристът и художник Франк Милър е нает да създаде Батман: Завръщането на Черния рицар.
„С Батман имате герой, който можете да опишете само за няколко секунди: родителите му са убити от престъпници; той се бори с престъпността до края на живота си“, обяснява Милър в документален филм. „Той е създаден през 1938 г. и героят е просто безмилостен в методите си, ужасяващ за престъпниците. С годините това се смекчава, защото хората започват да мислят, че комиксите трябва да са само за деца... и Батман трябва бъде направен много по-хубав. И в крайна сметка никое дете вече не може да се свърже с него“.

## Прием
Поредицата днес се счита за едно от най-великите произведения в комикс индустрията. Ай Джи Ен Комикс класира Батман: Завръщането на Черния рицар на първо място в списъка с 25-те най-велики графични романа за Батман и нарича серията „истински шедьовър на разказването на истории“. През 2005 г. Тайм избира събраното издание като един от 10-те най-добри графични романа на английски език, писани някога. Форбидън Планет поставя сборника под номер едно в своя списък „50-те най-добри от най-добрите графични романа“.

## В България
Поредицата е издадена в България през 2024 г. от Артлайн Студиос в еднотомно издание.